# Uzoni Péter Gimnázium és Általános Iskola
Az Uzoni Péter Gimnázium és Általános Iskola a Hit Gyülekezete intézménye. Salgótarjánban jött létre 2003 szeptemberében. Igazgatója Menich Péter. 
A kezdeti tanulólétszám 4 általános iskolai osztályban 57 fő volt. A következő tanév már nyolc osztállyal indult, a felső tagozat délután, egy helyi középiskola bérelt tantermeiben tanult. A diákok 2005 májusában vehették birtokba az iskola új, impozáns épületét, amely 2007-2008-as tanévben egy tornacsarnokkal is bővült. 2007-től Uzoni Péter Gimnázium és Általános Iskola néven működik. 
Az iskolában kiemelt módon oktatnak választhatóan angol és német nyelvet. Különlegesség még az intézménynek, hogy a diákoknak elsőtől a 12. osztályig heti 2 órában oktatnak bibliaismeretet is. Szellemiségét, illetve a viselkedési formákat elméletileg a Biblia határozza meg. Pénzügyi vonatkozásban a Hit Gyülekezete tartja fenn az iskolát. Az iskola Németh Sándor és Horváth András, a budapesti Bornemissza Péter Gimnázium igazgatója engedélyével és támogatásával működik.